# Victor Goryunov
Victor Vladimirovich Goryunov (Moscou) é um matemático russo. É especialista em teoria das singularidades, com contribuições fundamentais sobre o tema. Publicou diversos livros e grande variedade de artigos sobre teoria das singularidades, invariantes do tipo finito e nós legendrianos. Muitos de seus artigos sobre topologia simplética e geometria do contato são considerados atualmente clássicos sobre o assunto.
Completou um doutorado na Universidade Estatal de Moscou em 1981, com a tese "Surface projection singularities", orientado por Vladimir Arnold. É atualmente professor de matemática da Universidade de Liverpool. É conselheiro editorial do periódico Proceedings of the London Mathematical Society.

## Publicações
É co-autor de dois livros:
- Arnold, V. I.; Goryunov, V. V.; Lyashko, O. V.; Vasli'ev A., V. A. (1993), Dynamical Systems VI: Singularity Theory I, Local and global theory, ISBN 3-540-50583-0, Springer
- Arnold, V. I.; Goryunov, V. V.; Lyashko, O. V.; Vasli'ev A., V. A. (1993), Dynamical Systems VIII: Singularity Theory II, Classification and Applications, ISBN 3-540-53376-1, Springer